# Río Drino
El río Drino o Drinos es un corto río en Albania meridional y Grecia noroeste, afluente del río Vjosë. En la sección griega del río se llama Fitóki

## Recorrido
Su origen está en la parte noroeste de la prefectura de Ioánina, cerca de la aldea llamada Delvinaki. Fluye inicialmente suroeste, luego hacia el noroeste y cruza la frontera de Albania, cerca de Ktismata, tras recorrer 20 kilómetros en territorio griego. Continúa el noroeste a través de Gjirokastradonde se abre en una llanura alubional para volver a cerrarse camino de su desembocadura en el río Vjosë cerca de Tepelenë.

## Historia
En la imagen se puede ver la declaración oficial de Autonomía a orillas del río Drino. Tuvo lugar en Gjirokastra el 1 de marzo de 1914.Los miembros del Gobierno provisional de Epiro Septentrional, junto con el clero local, oficiales y civiles posan junto con la bandera autonómica. El río Drino en el trasfondo.